# Hartmut Eichler
Hartmut Eichler (* 25. Februar 1937 in Birkenwerder; † 23. April 2007 in Hohen Neuendorf) war ein deutscher Schlagersänger.

## Leben
Hartmut Eichler erlernte zunächst den Beruf eines Malers. Er gewann 1957 den öffentlichen Talentewettbewerb des Berliner Rundfunks, der mit der Delegierung in dessen Nachwuchsstudio verbunden war. So wurde er 1958 Absolvent des ersten Durchgangs und nahm im selben Jahr den ersten Titel für Rundfunk und Schallplatten auf. Dort lernte er auch seine spätere Ehefrau Karla Schreiter (* 1939) kennen, mit der er später gelegentlich im Duett auftrat, etwa in dem 1981 erfolgreichen Titel Bossa Nova im Sternenschein und in Liebe verzaubert. Eichler schenkte seiner Frau an ihrem 25. Geburtstag zwei seiner Schlagertitel: Süßer, kleiner Teufel und Carola.
Von 1963 bis 1964 gehörte er dem Erich-Weinert-Ensemble an, der Musik-, Tanz- und Theatergruppe der Nationalen Volksarmee der DDR. 
Zahlreiche Fernsehauftritte folgten bei Klock 8, achtern Strom, einer maritimen Musiksendung, in der Rostocker „Hafenbar“. Dort stellte er den Titel Was die Sommersonne kann vor, der kurze Zeit später mit ihm beim Plattenlabel Polydor produziert wurde.  
Hartmut Eichler hatte in namhaften Fernseh- und Radiosendungen der DDR regelmäßige Auftritte. Mit seinem fröhlichen und gewinnenden Auftreten erlangte er viele Sympathien und wurde so schnell national und international populär.
Einige seiner Titel durfte er über zwei Jahrzehnte nicht mehr auf der Bühne singen, und sie verschwanden in den Archiven des Rundfunks, da deren Komponisten die DDR verlassen hatten. Bis heute erschienen diese Titel nicht auf Amiga-Platten.
Eichler sang über 150 Schlager und studierte später einige Semester Bildende Kunst an der Kunsthochschule Weißensee. Einen letzten Bühnenauftritt hatte er im Jahre 2006. Im Dezember desselben Jahres erkrankte er und musste im Januar 2007 in ein Krankenhaus überwiesen werden. Seine Frau pflegte ihn zuletzt in ihrem gemeinsamen Haus in Hohen Neuendorf bei Berlin, wo er am 23. April 2007 an den Folgen von Lungenkrebs verstarb.

## Diskografie (Singles)
- Das war schon früher so (& Hemmann-Quintett) / Ich suche deine Liebe (& Amigos) (Amiga 150.730), 1958
- Einhundert Jahre lang / Weil ich immer allein bin (Amiga 450.037), 1958
- Statt weiß trag rot (Die Farbe der Liebe) (& Ping-Pongs, Flamingos) / Gut gelaunt (Amiga 450.040), 1958
- Es geschah in der Metro (& Pico-bellos) / Wenn (& Hemmann-Quintett) (Amiga 450.061), 1959
- Messe-Lipsi / Der alte Kapitän (Amiga 450.067), 1959
- Schade um jede Träne / Es ist ein Wunder mit uns zwei’n (Amiga 450.091), 1959
- Du gehörst schon einem andern / Ja, das Mädel, das ich meine (& Hemmann-Quintett) (Amiga 450.096), 1959
- Glaube an mich / Liebe mich (Amiga 450.133), 1960
- Weine nicht mehr / Du warst immer so lieb zu mir (Amiga 450.160), 1960
- Ich muß dich wiederseh’n / Immer nur träumen (& Vier Teddys) (Amiga 450.177), 1960
- Romancero / Von dir muß ich träumen (Amiga 450.190), 1961
- Nur die dumme Liebe (Nana Gualdi) / Ein klein wenig Herz (& Ping-Pongs) (Amiga 450.216), 1961
- Zwei, die sich lieben (Down by the riverside) / Es fing so romantisch an (Amiga 450.223), 1961
- Genau wie Rita / Die Tage der Einsamkeit (Amiga 450.293), 1962
- Alles dreht sich um amore (& Fred Frohberg, Julia Axen, Helga Brauer, Fanny Daal, Günter Hapke) / Über die Liebe (Manfred Krug & Christel Bodenstein) (Amiga 450.309), 1962
- Süßer kleiner Teufel / Warte auf mich Josefin (Amiga 450.317), 1962
- Täglich ein paar nette Worte / Serenata (Amiga 450.345), 1963
- Bald gibt’s ein Wiederseh’n / Ich hab’ dich nicht vergessen (& Perdidos) (Amiga 450.357), 1963
- Nur bei dir bin ich zu Haus / Vergiß das Küssen nicht (Amiga 450.402), 1963
- Der Platz neben mir / Hallo Hully Gully (Amiga 450.424), 1964
- Ein Souvenir geht mit dir auf die Reise / Gitarren im Mai (Bärbel Wachholz) (Amiga 450.429), 1964
- Augustins Twist / Carola (Amiga 450.442), 1964
- Die Frau mit dem einsamen Herzen / Horch, was kommt von draußen rein (Amiga 450.500), 1965
- Was die Sommersonne kann / Schließ die Tür nicht zu (Andreas Holm) (Polydor 53.051), 1968
- Schön ist ein Kuß um Mitternacht (Karin Heyn) / Lachend durch den Regen (Amiga 450.717), 1969
- Guten Morgen, lieber Sonnenschein (Ruth Brandin) / Geht schlafen (Amiga 450.720), 1969

## Filmografie
- 1962: Revue um Mitternacht